# Philippe Collier
Philip Collier, ou Philippe Collier suivant les sources, est un illustrateur français, né en 1950 à Saint-Quentin dans l’Aisne.

## Biographie

### Études et début de carrière

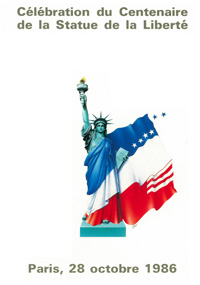
Célébration du Centenaire de la statue de la Liberté, 1986, acrylique et aérographe.

Philippe Collier a fait ses études aux Beaux-arts de Reims de 1969 à 1970 puis  de Lille, entre 1971 et 1974. Sa passion étant l'illustration, il entame une carrière comme illustrateur indépendant en 1977, à 27 ans et rejoint l'association Les Illustrateurs associés.
Il découvre durant le début de sa carrière l'aérographe. Il entame différents contrats pour des agences de publicité en France, au Benelux et en Suisse.   

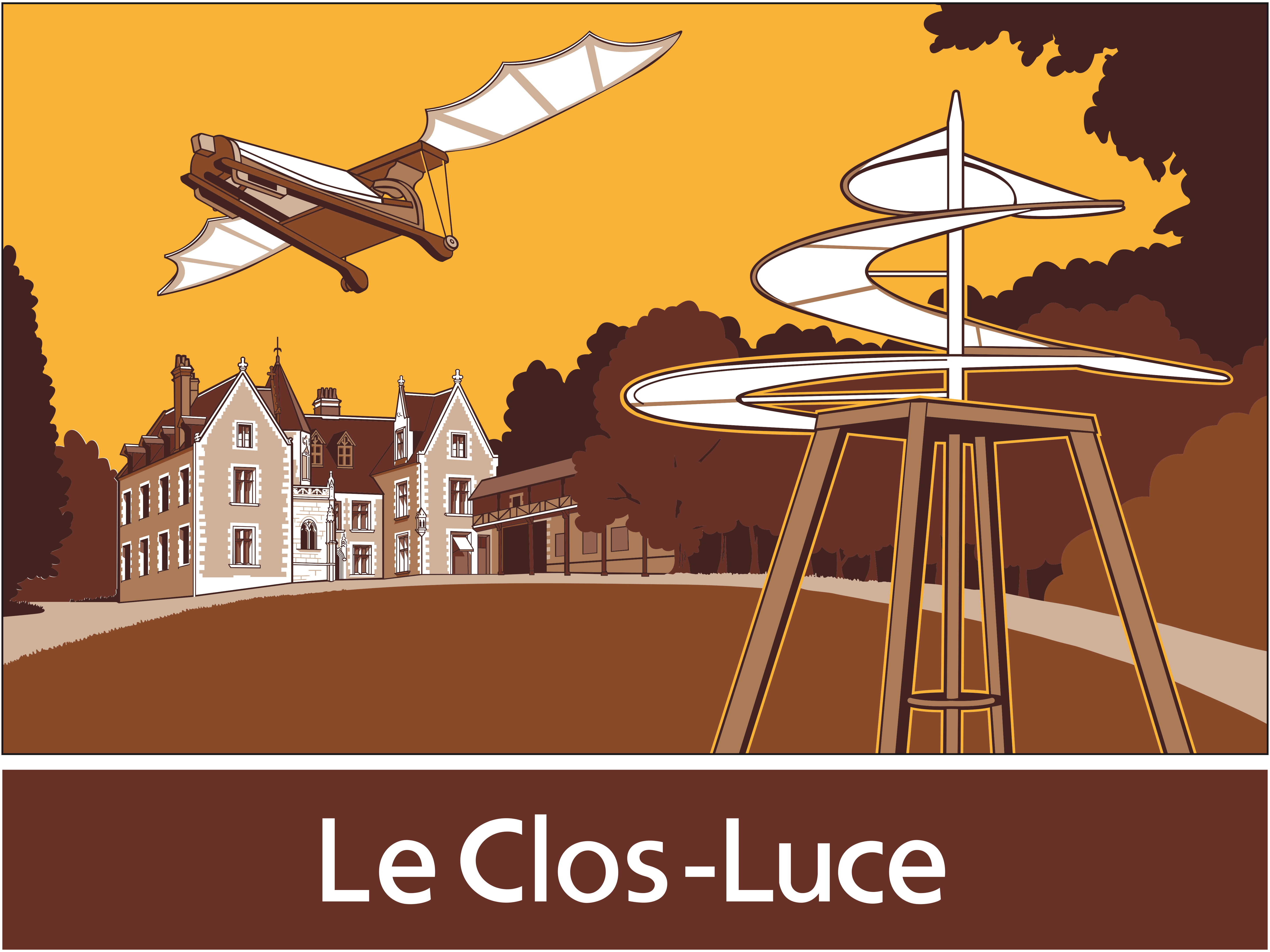
Panneau touristique type, ici Le Clos-Lucé

### Panneaux d'autoroute
Au premier salon des Illustrateurs associés, fin 1984, Philippe Collier rencontre le directeur commercial de la société Cofiroute. À la suite de cela, le PDG de l'époque Jean-Francois Poupinel lui propose un contrat de signalisation touristique, créant le premier panneau touristique en couleurs en bordure de l'A10 représentant le château de Chenonceau. Les Autoroutes du Sud de la France avaient déjà implanté des panneaux touristiques, selon un style pictographique épuré, œuvre du Suisse Jean Widmer mais Cofiroute cherche à innover visuellement et sélectionne donc Collier pour son style beaucoup plus réaliste.
Il doit ensuite faire avec de nombreuses contraintes, réglementaires, techniques et de politique de communication. La signalétique routière française puis européenne impose le respect de codes couleurs strict : le marron est réservé aux informations touristiques, à l'exclusion des autres couleurs. Philippe Collier établit donc un camaïeu de marron qui servira pour tout son travail ultérieur. Les contraintes d'impression en sérigraphie et la taille des panneaux lui imposent également une méthode de travail rigoureuse, d'abord manuellement puis à la tablette graphique. Enfin, les politiques de communication des collectivités locales concernées peuvent également influer sur son travail.
Philippe Collier accompagne la croissance de Cofiroute, qui lui confie entre 20 et 25 panneaux par an, pour un réseau couvrant le centre ouest de la France, puis celle de Vinci au rachat de Cofiroute, et jusqu'en 2015.
Au total, Philippe Collier est le concepteur à l'origine d'environ 850 panneaux touristiques en France,,,, qu'il n'est pas autorisé à signer. Il confie que la signalisation autoroutière a été le principal travail de sa vie professionnelle. 